# غوردون إتش. وينتون
غوردون إتش. وينتون هو سياسي أمريكي، (و. 1913 – 1997 م).